# Anii 610
Secole: Secolul al VI-lea - Secolul al VII-lea - Secolul al VIII-lea
Decenii: Anii 560 Anii 570 Anii 580 Anii 590 Anii 600 - Anii 610 - Anii 620 Anii 630 Anii 640 Anii 650 Anii 660
Ani: 610 | 611 | 612 | 613 | 614 | 615 | 616 | 617 | 618 | 619